# Sphagemacrurus hirundo
Sphagemacrurus hirundo es una especie de pez de la familia Macrouridae en el orden de los Gadiformes.

## Morfología
Los machos pueden llegar alcanzar los 21 cm de longitud total.

## Hábitat
Es un pez de aguas profundas que vive entre 1.266-2.330 m de profundidad.

## Distribución geográfica
Se encuentra en las Azores,  Madeira y Cabo Verde.